# جرم‌افزار
جرم‌افزار (به انگلیسی: Crimeware) کلاسی از بدافزار است که به‌طور خاص برای خودکارسازی جرایم سایبری طراحی شده‌است. جرم‌افزار (متمایز از جاسوس‌افزار و آگهی‌افزار) برای انجام سرقت هویت از طریق مهندسی اجتماعی یا مخفی کاری فنی به منظور دسترسی به حساب‌های مالی و خرده فروشی یک کاربر رایانه با هدف گرفتن وجوه از آن حساب‌ها یا انجام تراکنش‌های غیرمجاز از طرف سارق سایبری طراحی شده‌است. از طرف دیگر، جرم‌افزارها ممکن است اطلاعات محرمانه یا حساس شرکت‌ها را سرقت کنند. جرم‌افزارها یک مشکل رو به رشد در فضای سایبری هستند زیرا بسیاری از تهدیدات سایبری به دنبال سرقت اطلاعات با ارزش و محرمانه هستند. اصطلاح جرم‌افزار توسط دیوید جونز در فوریه ۲۰۰۵ در پاسخ گروه کاری ضد فیشینگ به مقاله FDIC با عنوان «پایان دادن به سرقت هویت با سرقت حساب» که در ۱۴ دسامبر ۲۰۰۴ منتشر شد، ابداع شد.